# Helictotrichon planiculme
Helictotrichon planiculme är en gräsart som först beskrevs av Heinrich Adolph Schrader, och fick sitt nu gällande namn av Pilg.. Helictotrichon planiculme ingår i släktet Helictotrichon och familjen gräs. Inga underarter finns listade i Catalogue of Life.

## Bildgalleri

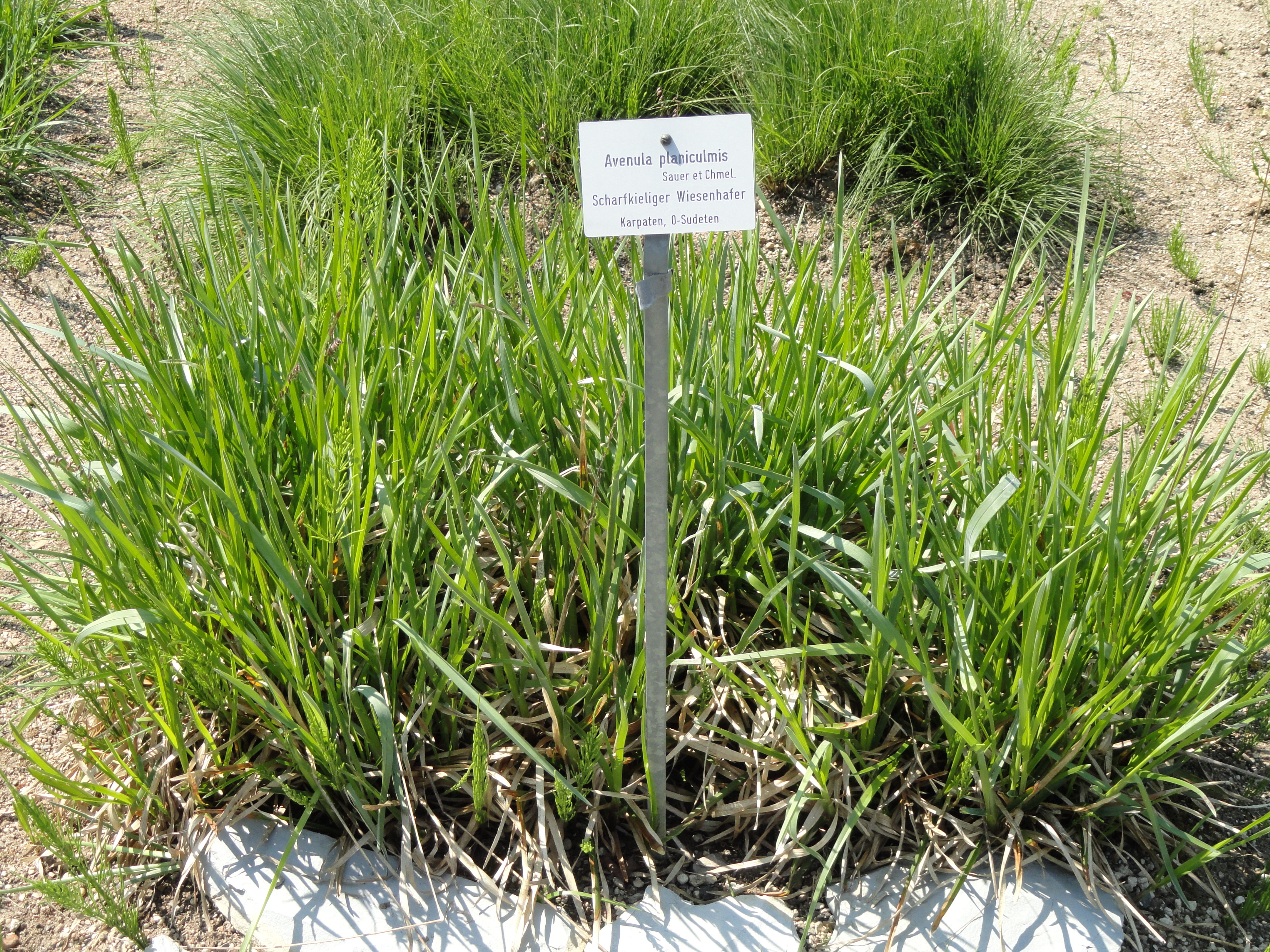